# منظمة رسمية
منظمة رسمية هي منظمة تتبع مجموعة محددة من القواعد لإجراءات وهياكل داخل المنظمة. وعلى هذا النحو يتم توثيقها عادة بالكتابة بلغة تحتوي على قواعد لا تترك مجالا كبيرا للتفسير.
قد صاغ عالم الاجتماع ماكس ويبر نموذجا للمنظمة الرسمية يُعرف بنموذج البيروقراطية والذي يستند إلى تنظيم الأنشطة من خلال المعايير والإجراءات. إنه أحد أكثر النماذج المستخدمة للمنظمات الرسمية.
في بعض المجتمعات وبعض المنظمات قد يتم اتباع هذه القواعد بدقة وفي حين أنها قد تكون مجرد شكلية فارغة في البعض الآخر.
تهدف المنظمة الرسمية إلى تسهيل تحقيق أهداف المنظمة من خلال تفويض العمل لكل فرد في المنظمة. يعمل كل فرد نحو تحقيق أهداف محددة وفقا لأهداف المنظمة.
- تهدف إلى تسهيل تنسيق الأنشطة المختلفة: يتم تحديد السلطة والمسؤولية والمساءلة للأفراد في المنظمة بشكل جيد جدا. وبالتالي يتسنى تنسيق الأنشطة المختلفة للمنظمة بفعالية كبيرة.
- تساعد في إنشاء علاقات سلطة منطقية: يتم تحديد مسؤوليات الأفراد في المنظمة بشكل جيد. وبسبب الهيكل الهرمي المحدد بوضوح والذي يكون جزءا لا يتجزأ من أي منظمة رسمية يحتلون مكانا محددا في المنظمة.
- تسمح بتطبيق مفهوم التخصص وتقسيم العمل. تقسيم العمل بين الأفراد وفقا لقدراتهم يساعد في تحقيق مزيد من التخصص وتقسيم العمل.
- تشجع على شعور بالتماسك الجماعي.

## المميزات
- وجود قواعد ولوائح محددة بوضوح.
- تحديد أهداف وسياسات محددة.
- رمز للمكانة الاجتماعية.
- تقييد نشاط الفرد.
- الالتزام الصارم بمبدأ التنسيق.
- التواصل عن طريق سلسلة تسلسلية للمراسلات.
- تحقيق أهداف المؤسسة بأفضل طريقة ممكنة.
- توزيع العمل بشكل هرمي أو تقسيم واضح للعمل.

## التمييز عن المنظمة غير الرسمية
تكيف القواعد الرسمية في كثير من الأحيان مع المصالح الشخصية والهياكل الاجتماعية داخل المؤسسة وأهداف ورغبات وتعاطفات وسلوك العمال الفرديين بحيث يصبح الحياة العملية العملية اليومية للمؤسسة غير رسمية. تشير التجربة العملية إلى أنه لا توجد منظمة ملتزمة بالقواعد بشكل كامل: بدلا من ذلك تمثل جميع المنظمات الحقيقية مزيجا من العناصر الرسمية وغير الرسمية. وبالتالي عند محاولة تشريع المنظمة وإنشاء هيكل رسمي فمن الضروري الاعتراف بالمنظمة غير الرسمية لإنشاء هياكل قابلة للعمل. ومع ذلك يمكن أن تفشل المنظمة غير الرسمية أو أن تعمل ضد سوء التدبير إذا ما تم اتباعها بالفعل.

## تجارب هاوثورن
تم توثيق الانحراف عن صناعة القواعد على مستوى أعلى لأول مرة في دراسات هاوثورن (1924-1932) وأُطلق عليه اسم المنظمة غير الرسمية. في البداية تم تجاهل هذا الاكتشاف كونه ناتجا عن أخطاء يمكن تجنبها حتى اضطر أخيرا للاعتراف بأن هذه القوانين غير المكتوبة للحياة العملية غالبا ما تكون لها تأثير أكبر على مصير المؤسسة من تلك المصممة على الرسوم التنظيمية للمستوى التنفيذي. تلتها العديد من الدراسات التجريبية في بحوث المنظمات الاجتماعية والتي قدمت دلائل أوضح على ذلك خاصة خلال حركة العلاقات البشرية. من المهم تحليل الهياكل غير الرسمية داخل المؤسسة للاستفادة من الابتكارات الإيجابية ولكن أيضا للتخلص من العادات السيئة التي تطورت مع مرور الوقت.

## أسباب المنظمة غير الرسمية
هناك العديد من الأسباب المختلفة للمنظمة غير الرسمية:
- المعايير غير الرسمية: تختلف أهداف واهتمامات العمال عن الأهداف التنظيمية الرسمية.
- الاتصال غير الرسمي: تغير مسارات الاتصال داخل المؤسسة بسبب العلاقات الشخصية بين زملاء العمل.
- المجموعة غير الرسمية: تتمتع بعض مجموعات زملاء العمل بنفس الاهتمامات أو (على سبيل المثال) نفس الأصل.
- القادة غير الرسميين: بسبب الكاريزما والشعبية العامة، يكسب بعض أعضاء المنظمة مزيدًا من التأثير مما كان مقصودًا في الأصل.
- اختلاف الاهتمامات والتفضيلات بين زملاء العمل.
- اختلاف الوضع الاجتماعي لزملاء العمل.
- متطلبات العمل الصعبة.
- ظروف العمل غير المرضية.

تعتبر نظرية تنظيم الإدارة غالبا المنظمة غير الرسمية مزعجة إلى حد ما ولكن في بعض الأحيان مفيدة. في رأي نظرية الأنظمة والسيبرناتيك ومع ذلك تتلاشى المنظمة الرسمية في الخلفية وتكون مجرد تكملة أو تصحيح عند الضرورة. تعيد التغييرات في الهياكل دائما نتيجة السلوك والاختلافات بين زملاء العمل ويُعترف بقدرة النظام على التنظيم الذاتي كسمة طبيعية للنظام الاجتماعي.